# Gottesmann Alfréd
Erdőbaktai Gottesmann Alfréd (Erdőbakta, 1872. március 7. – Sásd, 1965. december 9.) magyar festőművész, huszárfőhadnagy.

## Élete
A Gottesmann család gyökerei Bereg megyében találhatók, itt született Alfréd is. Apja erdőbaktai Gottesmann Adolf volt, unokaöccsei erdőbaktai Gottesmann Ernő és erdőbaktai Gottesmann Ervin, ismertebb nevén Baktay Ervin voltak. Családja Budán, 1868. április 23-án kapott magyar nemességet, november 4-én pedig I. Ferenc József az erdőbaktai előnevet is nekik adományozta. Katonapályára készült, 11 éves korától kezdve Kassán, később Weiskirchenben, illetve Bécsújhelyen folytatott katonai tanulmányokat. 21 éves volt, mikor a nagyváradi huszárezred hadnagya lett, 1908-ban nyugállományba vonult, az első világháború kitörésérével azonban reaktiválták, s kapitányi rangban vett részt a harcokban. Testvére, id. Gottesmann Ernő szintén katonatiszt volt. 1931-ben Sárvárra költözött, addig Nagyváradon, Pécsett és Bükkösdön élt, 1963-ban fiához költözött Sásdra.
Katonai pályája mellett festett is, 1901-től fogva többször bemutatták festményeit egyes országos kiállításokon. 1902-ben a nagybányai művésztelepen tanult, emellett pedig Hollósy Simon németországi szabadiskoláját csakúgy, mint a párizsi Julien Akadémiát látogatta, és Nagy-Britanniában is volt tanulmányúton. Részt vett nemzetközi kiállításokon, műveit Athénban, Berlinben és Firenzében is kiállították. Sárvárra költözését követően a korábbiaknál jóval többet festett, közel 120 alkotását tartják számon. Salamon Nándor Gottesmannról írt monográfiájában a következőképp jellemezte: „Különösebb visszhang nélkül rakosgatta életműve tégláit, nem tolakodott a kiállításrendezők előszobájába – nagy álmaival feltehetően régen leszámolt. Tehetsége, tudása és jelentős festményei alapján helyét a Nagybányáról indult kismesterek között jelölhetjük ki, aki választott provinciájába magával hozott néhányat a magyar festészetet elindító csírákból, s új »talajba ültetve« ápolta tovább az alapítók eszméjét – mindhalálig”.
Budapesten halt meg, Sásdon helyezték örök nyugalomra.

## Emlékezete
1976-ban és 1990-ben Sárváron, 1997-ben Szombathelyen rendeztek emlékkiállítást műveiből. 1990-ben avatták fel emléktábláját Sárváron.